# Ernst Schaible
Ernst Edler von Schaible (* 18. Oktober 1868 in Grafenegg, Niederösterreich; † 6. Februar 1956 in Wien) war ein österreichischer Feldmarschallleutnant und 1916 kurzzeitig k.k. Eisenbahnminister der österreichischen Reichshälfte von Österreich-Ungarn.
Schaible besuchte die Volksschule und die Oberrealschule in Krems an der Donau und die Pionierkadettenschule in Hainburg an der Donau.
Schaible war im August 1914 Oberst und Kommandant des Eisenbahnregiments der k.u.k. Verkehrstruppenbrigade. Er wurde am 1. Mai 1915 (Rangdatum 8. Juni 1915) zum Generalmajor befördert.
Er wurde von Kaiser Franz Joseph I. auf Vorschlag des zwei Tage vorher zum k.k. Ministerpräsidenten ernannten Ernest von Koerber am 31. Oktober 1916 zum Eisenbahnminister ernannt und von Kaiser Karl I., der seinem am 21. November 1916 verstorbenen Großonkel an diesem Tag auf den Thron nachfolgte, mit dem gesamten Kabinett Koerber am 20. Dezember 1916 vom Amt enthoben. Der Kaiser behielt sich im Enthebungsschreiben Schaibles Wiederverwendung auf einem militärischen Kommandoposten vor.
Am 1. Mai 1918 (Rangdatum 1. Juni 1918) wurde Schaible zum Feldmarschalleutnant befördert und am 1. Jänner 1919 von der deutschösterreichischen Staatsregierung Renner I (Staatssekretär für Heerwesen Josef Mayer) als 50-Jähriger pensioniert. Mit dem Adelsaufhebungsgesetz vom 3. April 1919 entfiel in seinem Namen die Beifügung Edler von.